# Pilipectus ocellatus
Pilipectus ocellatus là một loài bướm đêm trong họ Noctuidae.